# Filip Benković
Filip Benković (n. 13 iulie 1997, Zagreb, Croația) este un fotbalist croat, care joacă pe post de fundaș la Udinese în Serie A. Pe plan internațional, are prezențe la națională pentru Croația U-17⁠(d), Croația U-19⁠(d), Croația U-21⁠(d) și Croația.

## Primii ani
Benković s-a alăturat Academiei Dinamo Zagreb în 2008.

## Cariera pe echipe

### Dinamo Zagreb

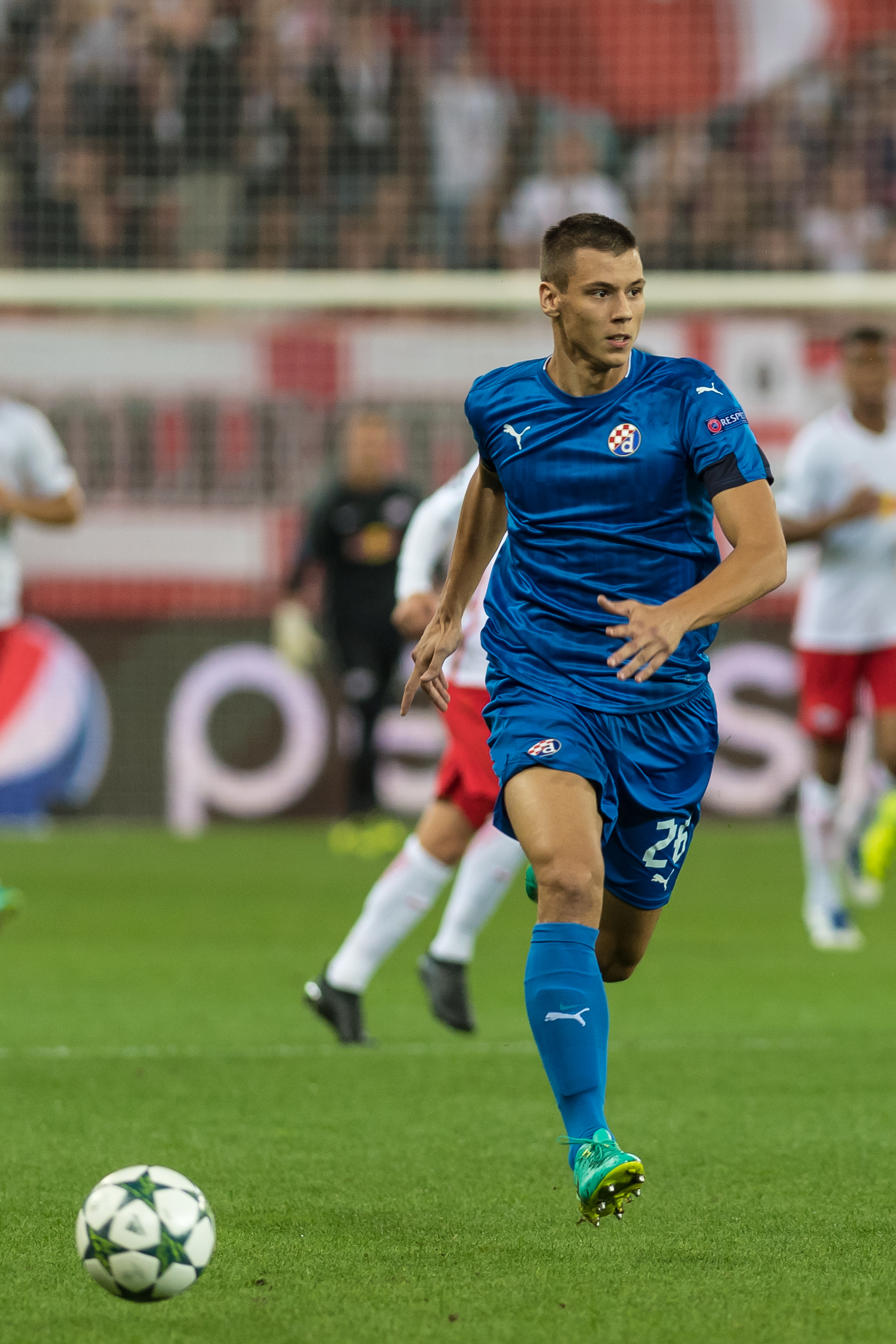
Benkovic jucând pentru Dinamo Zagreb împotriva lui Red Bull Salzburg în Liga Campionilor UEFA

#### Sezonul 2015-2016
La 19 iulie 2015, Benkovic și-a făcut debutul pentru Dinamo Zagreb într-o remiză scor 1-1 cu Osijek. La 22 iulie, Benkovic și-a făcut debutul european cu o victorie scor 3-0 cu Fola Esch în returul celei de-al treilea tur preliminar al Ligii Campionilor UEFA; jucând douăsprezece minute după ce a intrat de pe bancă din postura de rezervă în minutul 78. El a continuat să joace în 18 meciuri pentru club în sezonul 2015-2016.

#### Sezonul 2016-2017
La 29 iulie 2016, în meciul de campionat cu Slaven Belupo, după ce Dinamo conducea cu scorul de 0-1 în minutul 92, Benković a înscris un gol egalizator în minutul 94, ducând scorul la 1-1. Pe 10 august, Benković a jucat 90 de minute în victoria cu Hajduk Split, obținută în deplasare, scor 4-0. Pe 23 septembrie, Benkovic a marcat golful victoriei într-o partidă cu Lokomotiva, scor 1-0. În pauza sezonului 2016-2017, Benkovic a suferit o accidentare care l-ar făcut să piardă majoritatea sezonului.

#### Sezonul 2017-2018
La 15 iulie 2017, Benković a marcat într-o victorie scor 2-0 împotriva lui Istra 1961. La 9 septembrie, Benković a marcat în victoria scor 3-2 cu Rudeš. Pe 21 octombrie, Benković a înscris într-o remiză, scor 2-2 cu Hajduk Split. La 4 mai 2018, Benković a înscris golul egalizator în ultimul minut într-un meci terminat la egalitate, scor 2-2 cu Slaven Belupo. La 23 mai, Benković a intrat pe teren în minutul 90 al finalei Cupei Croației, în care Dinamo a câștigat cu 1-0.

### Leicester City
La 9 august 2018, Leicester City a confirmat pe site-ul oficial că Benković a semnat cu clubul un contract pe cinci ani, pentru o sumă de transfer care se învârtea în jurul valorii de 13 milioane de lire sterline.

### Celtic (împrumut)
La 31 august 2018, Benković a fost împrumutat la Celtic pentru un sezon. La 14 septembrie 2018, Benković a debutat în remiza albă cu St Mirren, jucând 60 de minute. Benković a marcat primul său gol pentru Celtic într-o victorie categorică obținută în fața lui Heart of Midlothian pe 3 noiembrie 2018, scor 5-0.

## Statistici privind cariera
Până pe 6 aprilie 2019
| Club              | Sezon     | Campionat | Campionat | Cupă    | Cupă   | Europa  | Europa | Altele  | Altele | Total   | Total  |
| Club              | Sezon     | Meciuri   | Goluri    | Meciuri | Goluri | Meciuri | Goluri | Meciuri | Goluri | Meciuri | Goluri |
| ----------------- | --------- | --------- | --------- | ------- | ------ | ------- | ------ | ------- | ------ | ------- | ------ |
| Dinamo Zagreb     | 2015-2016 | 13        | 0         | 2       | 0      | 3       | 0      | 12      | 0      | 30      | 0      |
| Dinamo Zagreb     | 2016-2017 | 18        | 2         | 0       | 0      | 10      | 0      | 0       | 0      | 28      | 2      |
| Dinamo Zagreb     | 2017-2018 | 25        | 4         | 3       | 0      | 2       | 0      | 0       | 0      | 30      | 4      |
| Celtic (împrumut) | 2018-2019 | 16        | 2         | 4       | 0      | 6       | 0      | 0       | 0      | 26      | 2      |
| Total             | Total     | 72        | 8         | 9       | 0      | 21      | 0      | 12      | 0      | 114     | 8      |

## Titluri
Dinamo Zagreb
- Prima Liga Croată (2): 2015-16, 2017-2018
- Cupa Croației (2): 2015-2016, 2017-2018

Celtic
- Prima Ligă Scoțiană (1): 2018-2019[24]
- Cupa Ligii Scoției (1): 2018-2019